# Anders Nygren

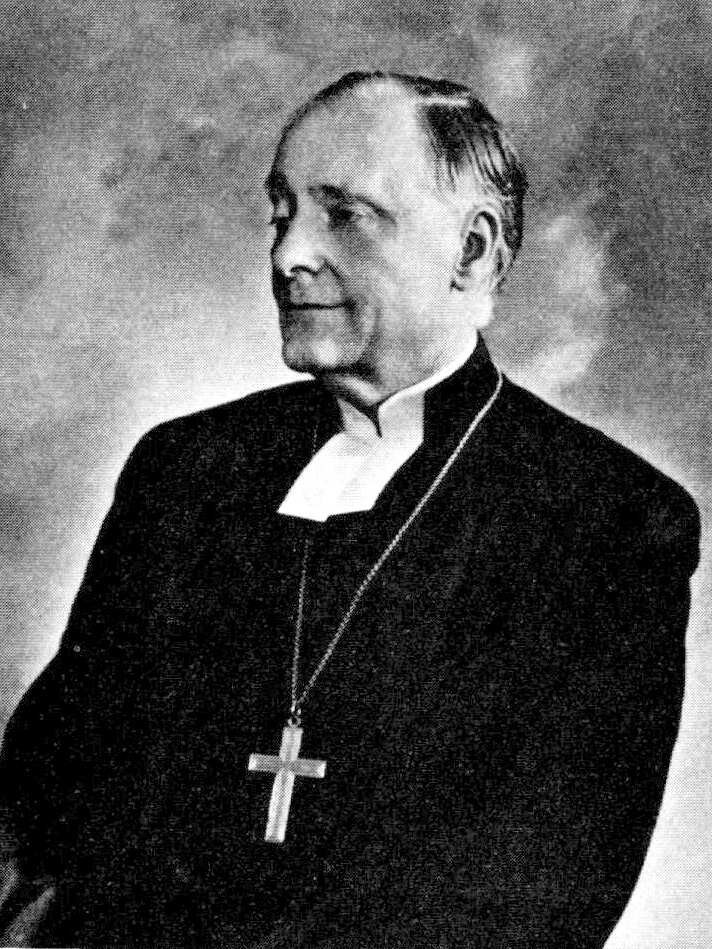
Anders Nygren, ca. 1950

Anders Theodor Samuel Nygren (Göteborg, 15 november 1890 – Lund, 20 oktober 1978) was een Zweeds luthers theoloog en bisschop. 
Nygren studeerde filosofie en theologie aan de universiteit van Lund. In 1912 werd hij bevestigd als luthers predikant in het bisdom Göteborg. In 1921 werd hij benoemd als docent in de filosofie van religie aan de universiteit van Lund. Drie jaar later werd hij er hoogleraar in de systematische theologie, met name ethiek en filosofie van religie. Samen met zijn collega Gustaf Aulén was Nygren voorman van de 'Lundse school', een theologische stroming die werd gekenmerkt door een filosofische benadering van dogmatiek.
In 1948 werd hij verkozen tot bisschop van Lund en nam afscheid van de universiteit. Hij bleef bisschop tot 1959. Van 1947, toen hij nog hoogleraar was, tot 1952 was hij de eerste voorzitter van de Lutherse Wereldfederatie. Na zijn pensionering bleef Nygren actief met onderzoek en schrijven.
Nygren verkreeg vooral bekendheid door zijn tweedelige werk Eros en Agape (Zweeds: Eros och Agape). Nygren beargumenteerde daarin dat eros een egocentrische soort liefde is. Als we liefhebben uit eros, dan hebben we lief uit eigenbelang en om het object van onze liefde te verwerven en te bezitten. Agape is daarentegen een soort liefde die zichzelf geeft en zichzelf opoffert. Agape is gebaseerd op Gods onvoorwaardelijke liefde voor alle schepselen. Nygren stelde daarom dat agape de enige echt christelijke vorm van liefde is, en dat eros ons van God afkeert.
- Bibsys: 90060009
- Bibliothèque nationale de France: cb12306135b (data)
- CiNii: DA03069954
- Gemeinsame Normdatei: 118735756
- International Standard Name Identifier: 0000 0001 2282 5175
- Library of Congress Control Number: n80024108
- Nationale Bibliotheek van Tsjechië: skuk0001022
- Nationale bibliotheek van Australië: 35393556
- Nationale Bibliotheek van Israël: 987007307146005171
- Nederlandse Thesaurus van Auteursnamen: 180956434
- Réseau des bibliothèques de Suisse occidentale: 02-A012372454
- LIBRIS: 268935
- SNAC: w67d4db3
- Système universitaire de documentation: 031937748
- Trove: 937102
- Virtual International Authority File: 85155471
- WorldCat: E39PBJvRRfYdKGHfCxbRqprcyd